# Акоста, Эрмила Галиндо
Эрмила Галиндо Акоста (также известная как Эрмила Галиндо де Топете, 2 июня 1886, Лердо, Дуранго — 19 августа 1954, Мехико) — мексиканская феминистка и писательница. Она была одной из первых сторонниц многих радикальных феминистских вопросов, в первую очередь полового воспитания в школах, женского избирательного права и права на развод. Она была одной из первых феминисток, заявивших, что католицизм в Мексике препятствует усилиям феминисток, и была первой женщиной, баллотировавшейся на выборные должности в Мексике.

## Ранние годы
Эрмила Галиндо Акоста родилась в Лердо, Мексика, Дуранго, 2 июня 1886 года в семье Росарио Галиндо и Эрмилы Акосты. Она начала своё образование в Вилья-Лердо, а затем поступила в промышленную школу в Чиуауа, изучала бухгалтерский учёт, стенографию, телеграфию, машинопись, а также английский и испанский языки. В 13 лет она вернулась в родной город и давала детям частные уроки стенографии и машинописи. В 1911 году она переехала в Мехико.

## Биография
Прибыв в Мехико, Галиндо присоединилась к либеральному клубу и стала публичной сторонницей Венустиано Каррансы, лоббируя против Порфирио Диаса. Она привлекла внимание Венустиано Каррансы во время приветственной речи по возвращении в столицу. Он предоставил ей возможность работать с ним в Веракрусе. Галиндо стала его личной секретаршей и продолжала отстаивать права мексиканских женщин и либеральную идеологию. Карранса поддержал её усилия, позволив ей распространять феминистскую пропаганду в южных мексиканских штатах Табаско, Кампече и Юкатан, а также в традиционно либеральном штате Веракрус, в родном штате Каррансы Коауила, в Сан-Луис-Потоси и в Нуэво-Леон. Карранса также назначил её своей представительницей на Кубе и в Колумбии, чтобы освещать его политику в Латинской Америке.

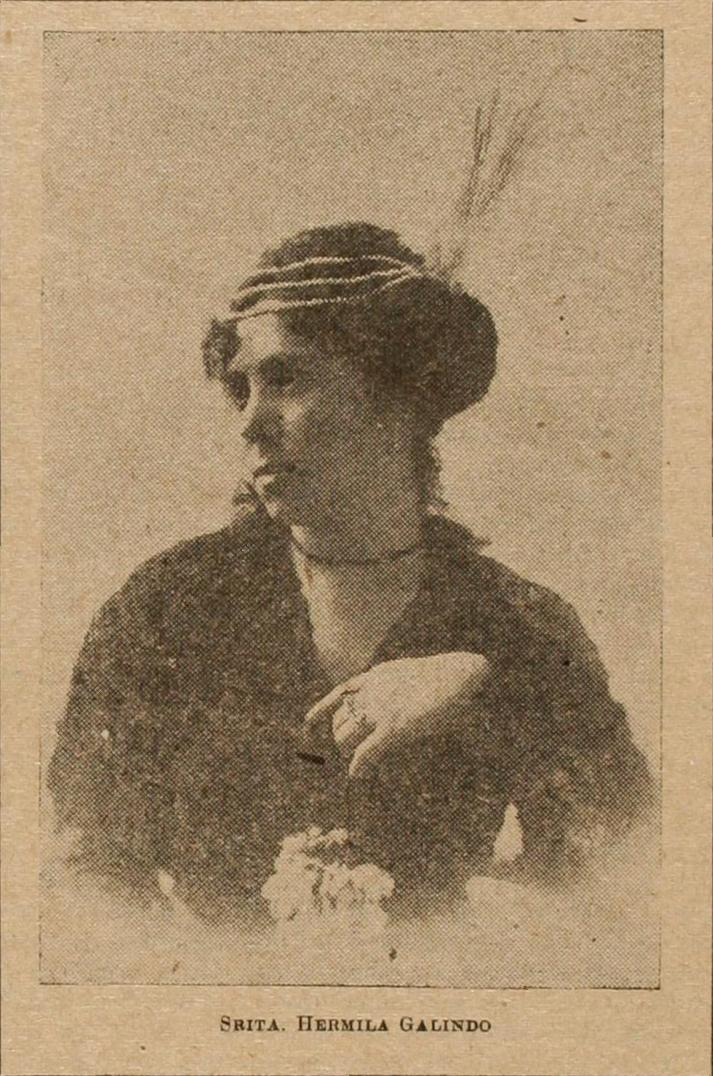
Эрмила Галиндо, фото без даты

В 1915 году Галиндо создала журнал под названием La Mujer Moderna («Современная женщина»). Наряду с эссе, обсуждающими феминистские идеи, он служил пропагандой в поддержку Каррансы. Почти все её работы так или иначе помогали политической кампании Каррансы. В журнале также публиковались статьи, в которых выражалось неодобрение в адрес католической церкви и её методами контроля. Галиндо была одной из первых феминисток, заговоривших о церкви и её взглядах на женщин. Она сотрудничала со многими другими журналистами и феминистками, причём большинство из этих женщин были из Испании и боролись с теми проблемами, что и Галиндо. Самые известные женщины, связанные с публикациями в её журнале — Мария Луиза де ла Торре де Отеро, Клариса П. де Торрес, Хулия Д. Феблес Кантон де Паломек, Микаэла Росадо де П., Боливия М. де Ривас, Росарио Ривас Эрнандес, Мария Пачеко, Артемиса Н. Санс Ройо и Лус Кальва. Хотя журнал назывался La Mujer Moderna, Галиндо включала в выпуски работы журналистов-мужчин. В конце концов она написала биографию Каррансы в дополнение как минимум к пяти другим книгам. Одна из её книг, Un presidenciable: el general Don Pablo Gonzalez, была написана о генерале Пабло Гонсалесе Гарсе, который был генералом во время мексиканской революции при президенте Каррансе.
В то время её взгляды на половое воспитание и женскую сексуальность считались крайне радикальными. Её подход к равенству и правам женщин был воспринят как спорный. Во время Первого феминистского конгресса Юкатана в 1916 году, на котором Галиндо не присутствовала, Сесар Гонсалес, администратор образования Каррансы, зачитал заявление, в котором Галиндо критиковала двойные стандарты мексиканских мужчин. После того, как заявления были зачитаны, консервативные женские группы выступили с заявлением, в котором поддержали традиционную роль женщин и выступили против женского образования.
Карранса разрешил Галиндо внести предложение о равенстве женщин на Учредительный конгресс 1917 года, но этот пункт был исключён из окончательной повестки дня. Галиндо верила в способность Каррансо совершить социальную революцию, провести социальные реформы и предоставить женщинам право голоса. В конце концов, Каррансе не удалось добиться обещанных изменений. Вместо этого из-за коррупции его считали врагом Революции, что разочаровало Галиндо.
2 марта 1917 года она взяла дело в свои руки и подала заявку в депутаты от 5-го избирательного округа Мехико. Историк Габриэла Кано пишет, что «впервые в Мексике женщина участвовала в выборах». Хотя согласно некоторым записям Галиндо получила большинство голосов, Коллегия выборщиков отклонила её результаты, заявив, что они всего лишь следуют закону, запрещающему баллотироваться женщинам. Галиндо приняла отказ, но дала понять, что её цель состояла в том, чтобы публично показать, что женщины могут быть избраны и им должно быть разрешено занимать государственные должности.
В 1923 году Галиндо посетила Конгресс феминисток в штате Табаско и организовала несколько революционных клубов в Кампече, Табаско, Веракрусе и Юкатане. Позже в том же году она вышла замуж и прекратила свою политическую деятельность.
Она умерла 18 августа 1954 года в Мехико.

## Дань
2 июня 2018 года Галиндо была отмечена дудлом Google в Мексике в свой 132-й день рождения.
20 ноября 2020 года Галиндо была изображена на новой банкноте в 1000 мексиканских песо.

## Избранные работы
- La Mujer moderna (1915—1919) (исп.)
- Estudio de la Srita. Hermila Galindo : con motivo de los temas que han de absolverse en el Segundo Congreso Feminista de Yucatán, Noviembre 20 de 1916 (1916) (исп.)
- La doctrina Carranza y el acercamiento indo-latino (1919) (исп.)
- Un presidenciable: el general Don Pablo Gonzalez (1919) (исп.)
- «Mi grano de arena en esa hermosa labor.» in La doctrina Carranza y el acercamiento indolatino, pp. 159-67. Mexico 1919.